# Martin Caduff
Martin Caduff (* 1988) ist ein Schweizer Kulturmanager und Countertenor.

## Leben
Martin Caduff wurde 1988 im Kanton Graubünden geboren. Er studierte Musik im Hauptfach Gesang an der Hochschule Luzern sowie Kulturwissenschaften und Geschichte an der Universität Luzern. Als Privat-Student von Richard Levitt durfte er im Dokumentarfilm The Animal in you mitwirken. Im Jahre 2008 war er Preisträger des Eliette von Karajan Kulturfonds. 2014 gründete er das Barockensemble Accademia Barocca Lucernensis. Die ABL ist ein Barock-Ensemble, das sich dem Spiel auf dem aktuellsten Forschungsstand der historischen Aufführungspraxis widmet.
2015 gründete Martin Caduff die bach akademie luzern, eine Chor- und Instrumentalgruppe, die sich auf die Aufführung von Werken von Johann Sebastian Bach spezialisiert hat.
Gemeinsam mit der international gefeierten Schweizer Sopranistin Regula Mühlemann hat er 2017 CLAMUS Lucerne gegründet. CLAMUS Lucerne ist Veranstalter von hochkarätigen Konzerten im KKL Luzern.